# 線形誘導標

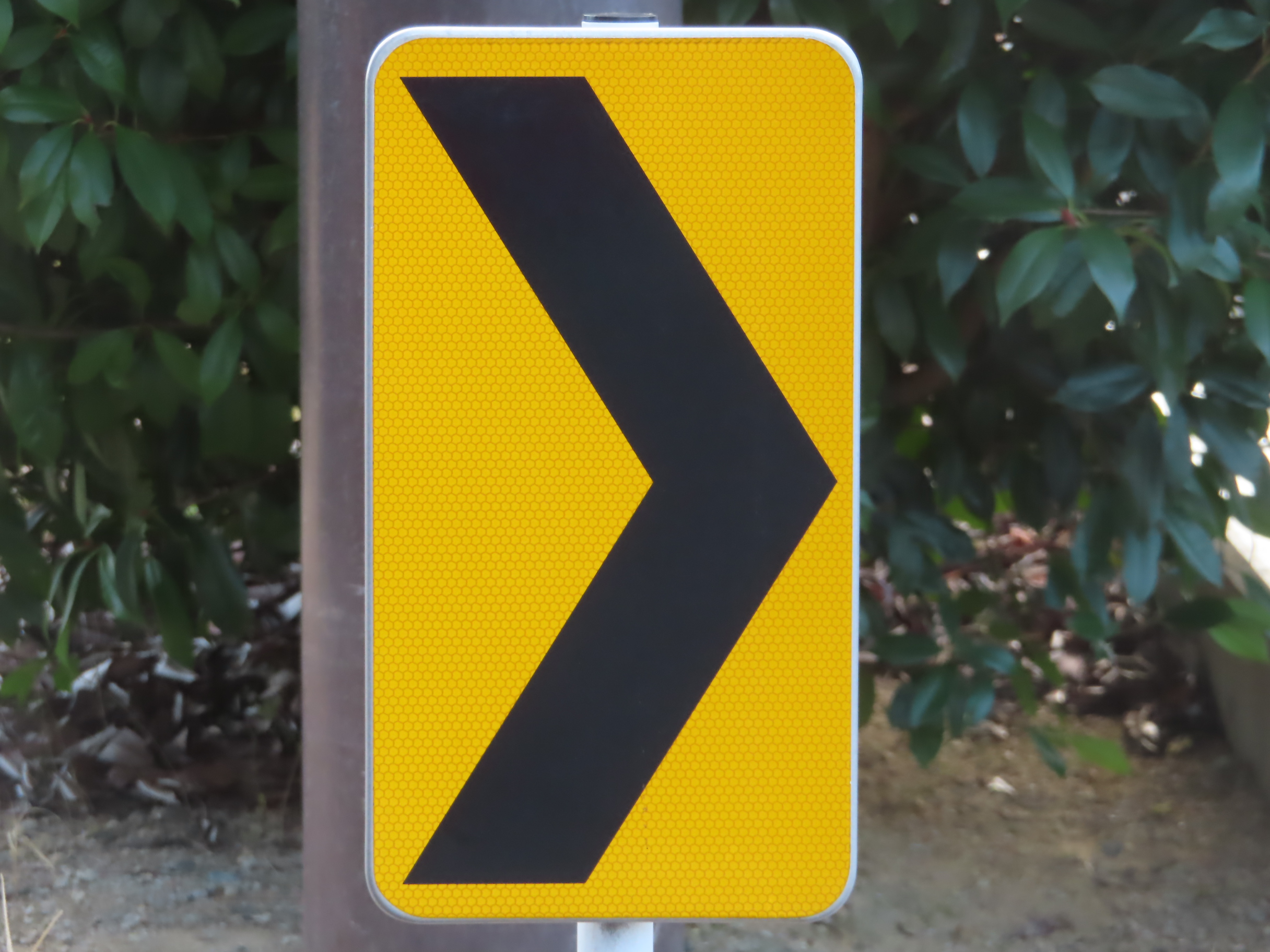
シェブロンマーカー

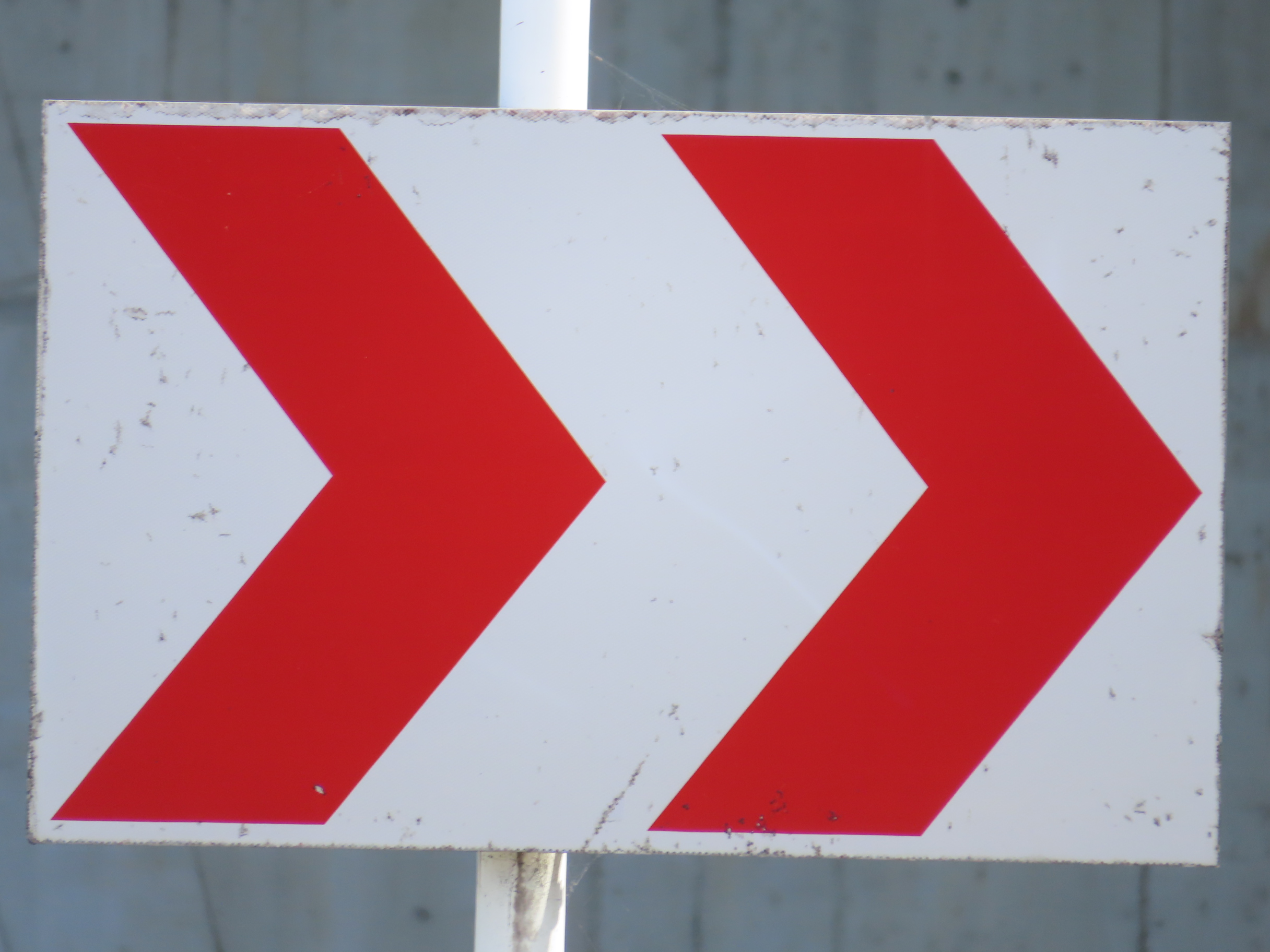
シェブロンマーカー

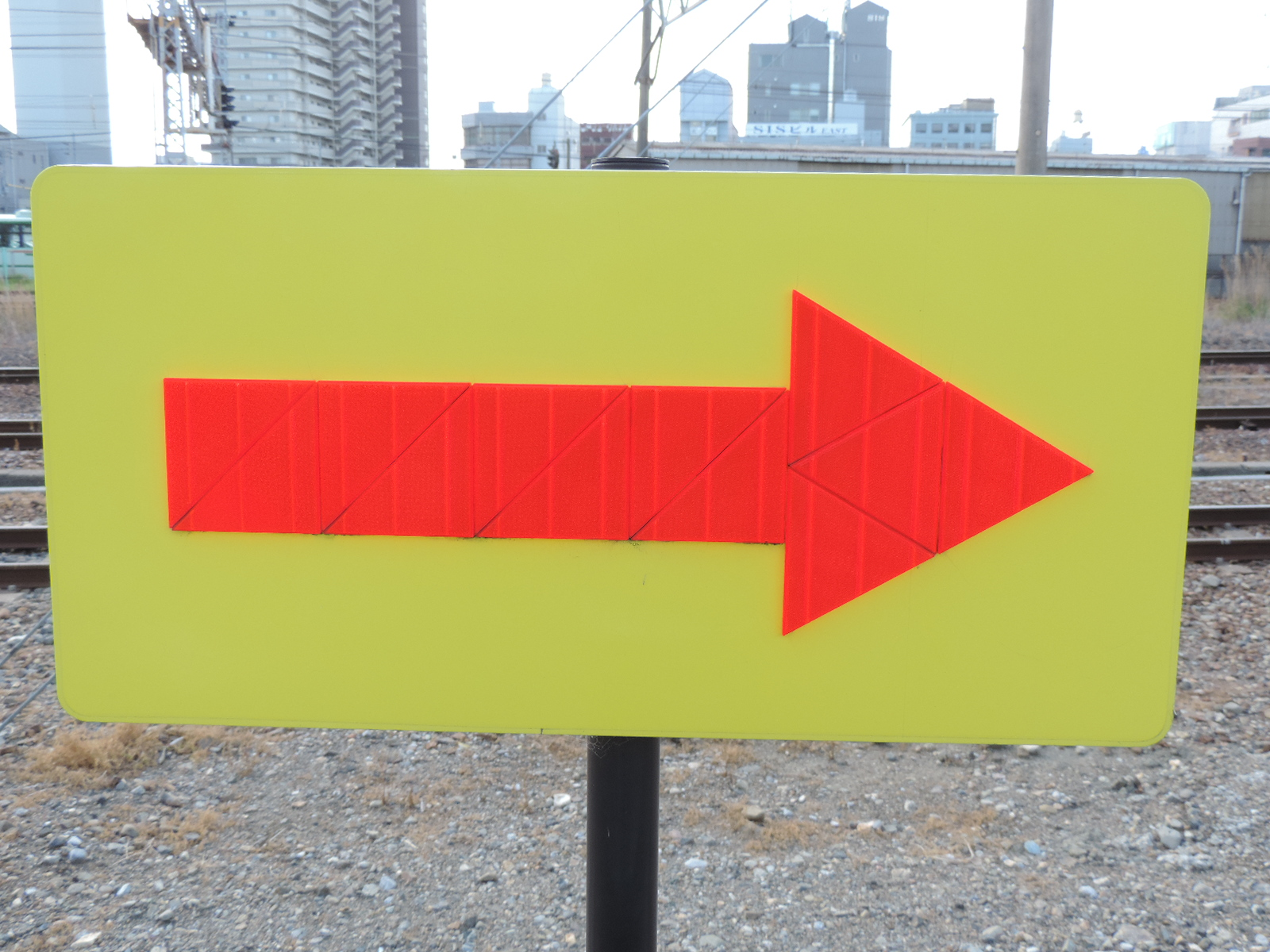
アローマーカー（矢印板）。アクリルレンズを用いたもの。

線形誘導標（せんけいゆうどうひょう）とは急カーブや見通しの悪い場所での道路線形や屈曲状況を示すための標示板である。線形誘導標示板とも。

## 目的
急カーブ、幅員減少、丁字路などに設置することで道路の線形を分かりやすくする。
カーブにおける視線誘導施設にはカーブ進入前にドライバーへ道路線形や屈曲状況を示す線形予告とカーブ区間で道路線形を明示することでドライバーの視線を誘導して円滑なハンドル操作に導く視線誘導の2つの機能に分けられる。この役割を果たす施設として視線誘導標（デリニエーター）があるが、そのほかにも代表的な施設が線形誘導標である。

## 様式
線形誘導標には矢印が描かれたアローマーカー（矢印板）や、山形紋（シェブロン）が掛かれたシェブロンマーカーなどがある。
諸外国では警戒標識の一種として取り扱う国がある一方、日本では広義の視線誘導標として取り扱われることが多い。日本国内では明確な設置基準が存在せず、統一性や関係性に欠ける傾向にある。「視線誘導標設置基準・同解説」には線形誘導標は付録として紹介されているにすぎない。こうして、既設の標示板とは異なったデザインの標示板を設置して法則性の低下させることや危険度の低いカーブに多数の線形誘導標を設置することで煩雑さを増すことでドライバーに負の影響を与える可能性があると指摘されている。
視線誘導標の様式は様々であるが、曲線区間ではシェブロンマーカーが分かりやすく、かつ素地：白、シェブロン：赤より素地：黄、シェブロン：黒の様式の方が分かりやすいとの評価を受けている。NEXCO三社の共通の様式である「標識標準図集」では素地：黄、矢印：黒のアローマーカーと素地：黒、シェブロン：黄のシェブロンマーカーが規定されている。北陸地方整備局では素地：黄、シェブロン：黒のアローマーカーが原則である。中国地方整備局では曲線部補助標識として素地：黒、矢印：黄で縦1000 mm、横1500 mmのアローマーカーが規定されている。

## 構造
標示板・支柱の材質や強度は通常の道路標識と同様と解説されている。市販されているものは道路標識同様のアルミ基板の上に反射シートを貼った反射シート式のほか、アルミ基板の上にアクリル製のレンズを組み合わせた全面アクリルレンズ式のものがある。標示板寸法は設置場所に応じて適切な寸法とする。アメリカでは12×18 インチを最小寸法としているが、日本ではこれより小型のものも用いられている。日本でのサイズの典型例は横220 mm×縦400 mmや横600 mm×縦750 mmである。多雪地域で雪堤が高くなるなどして視認できなくなるおそれがある場合は高い位置に設置する、二段に設置するなど考慮する。
設置場所によっては遮光板と線形誘導標の両方を兼ね備えた製品や、複数の板を用いて構成することで壁面からの出幅を抑えた製品が開発されている。また、防護柵（ガードレールやガードパイプ）や車線分離標に取り付けるタイプの線形誘導標も設置されている。夜間の事故が多発するおそれのある場所は自発光式のものを用いることも検討する。

## 設置位置
曲線区間の路側、中央分離帯などに運転手から2枚以上の線形誘導標が見えるように配置する。カーブや交差点の手前に警戒標識が設置されるが、視線誘導標は警戒標識が設置されていないカーブの線形や丁字路の進入路の正面に設置される。
アンケートによる評価を行う運転実験により、線形予告機能は設置間隔・設置高さを変化させても影響をあまり受けない一方、視線誘導機能は設置間隔が狭く設置高さが低い方が有効である結果が得られた。
アイマークカメラを運転実験により、以下の結果が得られている。
- 昼夜を問わず、線形誘導標は注視され、警戒標識は注視されない傾向があった[20]。
- 設置位置によってドライバーがカーブ内のどの線形誘導標を注視するかは昼夜によって異なる結果が出ている[21]。昼間はカーブ開始付近の線形誘導標を、夜間はカーブ区間途中の線形誘導標を注視する傾向が見られた[22]。
- 線形誘導標の設置数を増やすことで、注視位置をカーブ区間で幅広く分散させられる[20]。